# Linus Persson
Linus Persson, né le 16 avril 1993 à Helsingborg, est un handballeur suédois évoluant au poste d'arrière droit.
International suédois depuis 2014, il a dû renoncer aux Jeux olympiques de Tokyo sur blessure.

## Biographie
En 2018, il décide de quitter la Suède pour rejoindre un autre championnat : s'il a des pistes avec des clubs danois ou allemand, il choisit finalement de rejoindre le championnat de France en signant à l'US Ivry,.
Auteur de bonnes performances avec le club francilien, il est recruté en 2021 par le HBC Nantes

## Palmarès

### Équipe nationale
- Médaillé de bronze au Championnat du monde jeunes en 2011 (en)
- 8e place au Championnat d'Europe 2016 en Pologne
- Médaillé d'argent au Championnat du monde 2021 en Égypte